# (8451) Gaidai
(8451) Gaidai est un astéroïde de la ceinture principale.

## Description
(8451) Gaidai est un astéroïde de la ceinture principale. Il fut découvert le 11 septembre 1977 à Naoutchnyï par Nikolaï Tchernykh. Il présente une orbite caractérisée par un demi-grand axe de 2,77 UA, une excentricité de 0,17 et une inclinaison de 9,2° par rapport à l'écliptique.

## Compléments